# David Herold

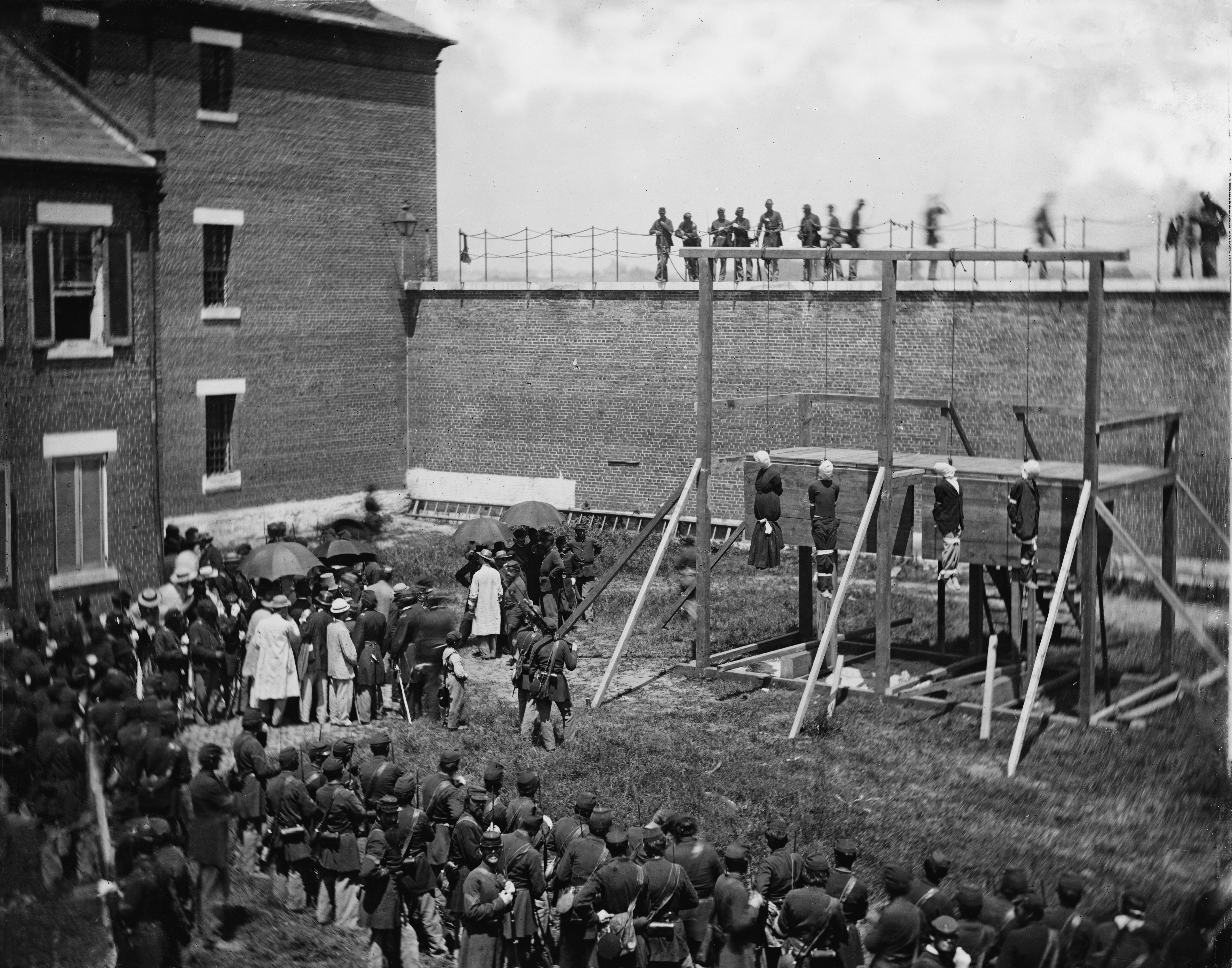
Execução de Mary Surratt, Lewis Powell, David Herold e George Atzerodt em 7 de julho de 1865, em Fort McNair em Washington, DC Restaurado digitalmente.

David Edgar Herold (Maryland, 16 de junho de 1842 – Washington, D.C, 7 de julho de 1865) foi assistente de um farmacêutico americano e cúmplice de John Wilkes Booth no assassinato de Abraham Lincoln em 14 de abril de 1865. Os dois homens fugiram por Maryland e Virgínia, e Herold permaneceu com Booth até que as autoridades os encurralaram em um celeiro. Herold se rendeu, mas Booth foi baleado e morreu duas horas depois. Herold foi condenado à morte e enforcado com três outros conspiradores no Arsenal de Washington, agora conhecido como Fort Lesley J. McNair.